# Sphenomorphus coxi
Sphenomorphus coxi este o specie de șopârle din genul Sphenomorphus, familia Scincidae, descrisă de Taylor 1915. A fost clasificată de IUCN ca specie cu risc scăzut.

## Subspecii
Această specie cuprinde următoarele subspecii:
- S. c. coxi
- S. c. divergens